# Station Garbce
Station Garbce is een spoorwegstation in de Poolse plaats Garbce.